# Беляева, Татьяна Анатольевна
Татья́на Анато́льевна Беля́ева (род. 29 ноября 1950, Лебедин, Сумская область) — советская, российская художница — живописец, график, педагог; принадлежит к группе художников — учеников и последователей Владимира Стерлигова.

## Биография
Родилась в семье военного лётчика; с 1956 года жила в Хабаровском крае, с 1961 — в Ленинграде.
В 1970 году окончила Ленинградское художественно-графическое педагогическое училище (на ул. Моховой), где училась у М. Г. Шавлохова и М. Н. Бубликовой; диплом (иллюстрация сказки «Курочка Ряба», руководитель М. Н. Бубликова) был сдан на «отлично». В 1990 году окончила художественно-графический факультет Ленинградского педагогического института имени А. И. Герцена; диплом (городской пейзаж, руководитель В. А. Леднев) был сдан на «отлично».
В 1993—1997 годы работала над созданием мультипликационных фильмов на студии Леннаучфильм (режиссёры — Т. Иванова и Т. Иовлева). Одновременно в 1994—2000 годы изучала проблемы формы и цвета по системе В. В. Стерлигова; входила в состав экспериментальной, художественно-исследовательской группы «Форма + цвет» в мастерской Г. Зубкова.
С 2007—2008 годах изучала технику темперной иконописи у иконописца Ростислава Мартиновича Гирвиля.
В 2010 году основала свою школу живописи в основе которой лежат знания системы художника и педагога В. В. Стелигова, ученика К. Малевича, который, в свою очередь, находил подтверждение своей теории и практики в русской инокописи и многих других традиционных стилях.
С 2011 года работает по собственной (авторской) программе с постоянной международной группой детей «Мы рисуем».

## Творчество
Её работы пронизаны светом, который пробивается через масляную живопись и воздействует на зрителя. … палитра Татьяны Беляевой настолько нежная, гармоничная, что при взгляде на ее картины возникает полное ощущение, что и сам зритель начинает светиться духовным светом, а полотна — это некие окна — проходы в мир фантазии. Предметы на полотнах Татьяны Беляевой растворяются, накладываются один на другой, так рождается новый образ, преображённого предмета, казалось бы, под воздействием яркого дневного света, а в действительности — это природа, преображенная от света Воскресного.
Член Санкт-Петербургского Творческого союза художников «IFA» (с 1996), Гуманитарного фонда «Свободная культура» (Санкт-Петербург, с 2000).
Участвовала в проектах:
- «Авангард на Неве», альбом «Пространство Стерлигова» (Санкт-Петербург, 2001)[4][5][6]

Участвовала в выставках:
- 1994 — «Форма + цвет», Государственный музей «Царскосельская коллекция» (Пушкин)
- 1996 — «Импрессионистический кубизм», центр современного искусства Джорджа Сороса (Санкт-Петербург)
- 1997 — «Импрессионистический кубизм», замок Бисдорф (Берлин)
- 1998 — «К Малевичу туда и обратно», галерея С.П.А.С. (Санкт-Петербург)
- 2000 — «Изобразительное искусство Санкт-Петербурга сегодня» (Гент)
- 2001 — «Отцы и дети — традиции и современность», художественное объединение «17 апреля», музей нонконформистского искусства (Санкт-Петербург)
- 2006 — «Коллаж в России XX век», Государственный Русский музей (Санкт-Петербург)
- 2012 — «Коллекция Любви», арт-отель Trezzini (Санкт-Петербург)[8][9].

### Персональные выставки
- 1997 — Галерея «Bauer» (Зехайм-Югенхайм, Германия)
- 1999 — Ратуша (Грос-Биберау, Германия)
- 1999 — Ратуша (Зехайм-Югенхайм, Германия)
- 2001 — «Исцеляющее искусство», международный фестиваль психологов (Санкт-Петербург)
- 2004 — «Оправдание природой», Творческий союз художников России «IFA» (Москва)
- 2005 — «Собеседники», Тульский музей изобразительных искусств
- 2006 — «Черное и белое», Литературно-мемориальный музей Ф. М. Достоевского (Санкт-Петербург)
- 2006 — «Графика», Музей-усадьба В. Д. Поленова (Тульская область)
- 2006 — «Образы Воскресения», Галерея коллекционного искусства DiDi (Санкт-Петербург)[10]
- 2007 — «Связующая нить», галерея «Стекло» (Санкт-Петербург)[источник не указан 2804 дня]
- 2007 — «Образы Воскресения», Галерея коллекционного искусства DiDi (Санкт-Петербург)[1]
- 2008 — «Три грани», галерея «Арт-Рефлекс» (Санкт-Петербург)[источник не указан 2804 дня]
- 2008 — «Праздник», галерея «Квадрат СГ» (Санкт-Петербург)[источник не указан 2804 дня]
- 2009 — «Эпидемия», галерея «Квадрат СГ» (Санкт-Петербург)[источник не указан 2804 дня]
- 2013 — «Ключи от всех дверей», арт-отель Trezzini (Санкт-Петербург)[источник не указан 2804 дня]
- 2013 — «Е. Н. Александрова и ее единомышленники», Культурный центр «Диалог» (Великий Новгород).[источник не указан 2804 дня]

Работы находятся в собраниях Санкт-Петербурга (Государственный Русский музей, Литературно-мемориальный музей Ф. М. Достоевского, Музей нонконформистского искусства, Центральный музей связи имени А. С. Попова, Муниципальный музей «Анна Ахматова Серебряный век», Санкт-Петербургский творческий союз художников России, Государственный музей «Царскосельская коллекция», Музей печати), Тульской области (Тульский музей изобразительных искусств, Музей-усадьба В. Д. Поленова), Коломны (Музей современного духовного искусства в Свято-Троицком Ново-Голутвином монастыре), Южно-Сахалинска (Сахалинский областной художественный музей), Калининграда (Калининградский областной историко-художественный музей, Германии (Культурно-исторический центр «Замок Bisdorf» в Берлине, ратуша Зехайма-Югенхайма, ратуша Грос-Биберау), а также в частных коллекциях России, Израиля, Финляндии, Германии, Италии, Франции, Литвы, Канады, Грузии, Армении, США.

## Награды и признание
- Премия имени В. А. Ветрогонского (2-й независимый международный биеннале графики БИН 2004; Манеж, Санкт-Петербург, 2004)[4].
- Почётные грамоты III и IV Международных детских конкурсов «Школьный патент — шаг в будущее!» (2013, 2014, Санкт-Петербург)[7].
- Диплом Международного проекта детского творчества «Доброта и Милосердие» (2014, Санкт-Петербург)[7].